# Wanda Różycka-Zborowska
Wanda Różycka-Zborowska (ur. 24 października 1953 w Dargowie) – polska reżyserka filmowa, absolwentka budownictwa na Politechnice Poznańskiej i reżyserii filmowo-telewizyjnej na Wydziale Radia i Telewizji Uniwersytetu Śląskiego w Katowicach. Reżyser filmowy, scenarzysta, nauczyciel. Współpracowała m.in. z Krzysztofem Kieślowskim i Andrzejem Jurgą. W wywiadach przyznaje się do inspiracji twórczością Andrieja Tarkowskiego
Weszła w skład komitetu wspierającego kandydaturę Karola Nawrockiego na prezydenta RP w wyborach w 2025.

## Filmografia[2]
- 2013 – Fides et ratio (reż.)
- 2010 – Przyjaciółki (reż. scen.) – fabularyzowany film dokumentalny
- 2008 – Duśka (reż. scen.) – film dokumentalny o Wandzie Półtawskiej
- 2007 – Liczę na was (reż.)
- 2006 – Pójdź za Mną. Testament Jana Pawła II (reż.)
- 2001 – Rycerska krew (reż. scen.)
- 2001 – Odtajnione powstanie (reż. scen.)
- 2000 – Czarni baronowie (reż.)
- 1996 – Ziarnko (reż. scen.)
- 1995 – Kamień (reż.)
- 1993 – W stronę Słońca (reż. scen.)
- 1989 – Jemioła
- Opowiadania na czas przeprowadzki
- Kobieta z węgla
- Ex voto

Sztuki teatralne: 
- Królowa śniegu

## Nagrody filmowe
- 2013 – Fides et Ratio – XXVIII Międzynarodowy Festiwal Niepokalanów 2013 (Międzynarodowy Festiwal Filmów Katolickich) - Nagroda Specjalna ufundowana przez J.E.  Metropolitę Warszawskiego Ks. Kardynała Kazimierza Nycza[3]
- 2009 – Duśka – I Międzynarodowy Festiwal Filmowy im. Jana Pawła II, Miami na Florydzie, USA: nagroda za najlepszy film dokumentalny – „Reel Rose for Best Documentary"
- 2007 – Liczę na was – Niepokalanów (Międzynarodowy Festiwal Filmów Katolickich) Nagroda Instytutu Papieża Jana Pawła II w Warszawie.
- 2007 – Liczę na was – Niepokalanów (Międzynarodowy Festiwal Filmów Katolickich) I Nagroda w kategorii filmu dokumentalnego.
- 2004 – Rycerska krew – Lublin (Międzynarodowe Dni Filmu Dokumentalnego „Rozstaje Europy”) III Nagroda ufundowana przez Prezydenta Miasta Lublina za „pochwałę pracowitości, jako sposobu przełamywania barier w relacjach polsko-niemieckich"
- 1992 – Jemioła – Nagroda Entuzjastów Kina „Samowar 91.” za osobliwe zjawisko kultury filmowej na polskich ekranach w roku 1991. Nagroda przyznana w Świebodzinie przez zaproszonych działaczy dyskusyjnych klubów filmowych.

Jest także laureatką nagrody Pierścień Mędrców Betlejemskich – ogólnopolskiej nagrody przyznawanej artystom przez Duszpasterstwo Środowisk Twórczych w Poznaniu.
Prowadzi cykliczne pokazy filmów dokumentalnych z udziałem ich twórców z cyklu „Kino Duchowe”. Współpracuje ze Studio Filmowym przy Uniwersytecie im. Adama Mickiewicza w Poznaniu.